# Армяне в Молдове
Армяне в Молдавии (рум. Armenii din Republica Moldova, арм. Հայերը Մոլդովայում) — этнические армяне, проживающие на территории Республики Молдова. Их предки осели в Княжестве Молдавия в эпоху позднего Средневековья, это были преимущественно купцы. Там же были воздвигнуты первые в Молдавии храмы Армянской апостольской церкви. Однако численность армянской общины в Молдавии с конца XVIII века стала снижаться в связи с ассимиляцией и миграцией в другие страны. После присоединения Молдавии к СССР численность армян в Молдавской ССР стала расти в течение 1950-х — 1980-х годов. В конце 1980-х после начала Карабахского конфликта в Молдавию прибыло большое количество армян из Армянской и Азербайджанской ССР. Численность армянской общины снова стала снижаться после распада СССР.

## Население
Перепись населения в Румынии от 29 декабря 1930 года показывала. что в 9 жудецах Бессарабии проживали 1511 армян: 583 в уезде Лэпушна (490 в Кишинёве и 66 в городе Хынчешты), 407 в уезде Четатя-Албэ (366 в городе Четатя-Албэ), 242 в уезде Бельцы (158 в городе Бельцы), 73 в уезде Измаил (40 в городе Измаил), 60 в уезде Сорока (14 в городе Сорока), 58 в уезде Тигина (46 в городе Тигина), 42 в уезде Орхей, 38 в уезде Кагул (22 в городе Кагул) и 8 в уезде Хотин.
По советским данным, в Молдавской ССР проживало около 5 тысяч представителей армянской национальности. Перепись населения Молдавии 2004 года показывает, что армяне не находились среди 8 крупных этнических групп населения, а их численность составляла 2 тысячи человек на территории Молдавии без учёта ПМР. На территории, контролируемой Приднестровьем, проживали 980 человек — из них 785 человек в границах самого Приднестровья и 360 в Тирасполе, 195 в других городах (в том числе 173 в Бендерах). Большинство армян проживают в городе Кишинёв, небольшая их община есть и в Бельцах.

## История

### Молдавия
Первые армянские поселенцы в Молдавии появились в XIV веке: они бежали из Малой Армении в Киликии после того, как их столица Сис в 1375 году была захвачена турками. Армяне расселились по Средиземноморью, но часть их прибыла в Молдавию, а оттуда в Польшу. Армянские купцы, которые наладили торговлю между Европой и Палестиной, достаточно успешно развивали торговлю в Молдавии (чем даже вызывали зависть у молдавских купцов и подвергались иногда преследованиям). Их права как представителей отдельного народа признавал молдавский господарь Александр I Добрый, позволив им строить храмы своей Армянской апостольской церкви. Армяне трудились на рынках и ярмарках, а также в деревнях, сохраняя свои традиции и оставаясь прихожанами Апостольской церкви. После того как в XVII веке татарами был разрушен Кишинев, его жители покинули поселение. Однако уже в начале XVIII века в Кишинев возвращаются люди и возобновляют его. В это же время в Кишиневе селятся армяне торговавшие с турками и татарами. Благодаря чему небольшое поселение становится торговым центром и начинает быстро разрастаться, превращаясь из крохотного населенного пункта в город. После присоединения Молдавии к России город становится уездным. По состоянию на 1862 год в городе проживало 495 прихожан армянской церкви. Армяне проводили свои религиозные службы в  расположенной в городе и принадлежащей им армянской церкви. Всего же в Кишиневском уезде, в месте с уездным городом Кишинев,  по состоянию на 1862 год насчитывалось 700 последователей армянского вероисповедания и две армянские церкви
По данным старинных армянских документов, первые армянские церкви были построены в Ботошанах (1350 год), Четатя-Албэ (1380), Хуши (1395 год). Другие церкви строились не раньше. В XVII веке многие армяне переселились в Молдавию из Польши, поскольку не смирились с господством католической церкви в Польше и не хотели отказываться от своей веры. Их численность, однако, к началу XX века значительно снизилась всего до 2 тысяч в Бессарабии. В 1930 году насчитывалось 1511 представителей армянского народа в молдавских уездах Королевства Румыния. В настоящее время в Молдавии проживают около 2 тысяч армян: в основном в Кишинёве, Бельцах и Бендерах.

### Приднестровье
В 1792 году по указу русской императрицы Екатерины II Алексеевны был заложен город Григориополь. Город заложил князь Григорий Александрович Потёмкин, вследствие чего историками рассматривается версия, что Потёмкин велел назвать город в честь своего ангела-хранителя. По другой версии, Потёмкин «повелел составить из селения их город во имя святого Григория Просветителя всея Армении». В городе проживала небольшая армянская община: по переписи населения 1897 года в городе из 7605 человек армянами себя назвали 406 человек. Позднее армяне переехали в Кишинёв и Одессу. В настоящее время в Григориополе проживают 62 человека, относящих себя к армянам; всего же в Приднестровье проживают 785 армян (из них 360 в Тирасполе).